# Spermacoce savannarum
Spermacoce savannarum är en måreväxtart som först beskrevs av Nathaniel Lord Britton, och fick sitt nu gällande namn av Howard. Spermacoce savannarum ingår i släktet Spermacoce och familjen måreväxter.
Artens utbredningsområde är Bahamas. Inga underarter finns listade i Catalogue of Life.